# Tsukasa Hosaka
Tsukasa Hosaka (jap. 保坂司 Hosaka Tsukasa; ur. 3 marca 1937 w prefekturze Yamanashi, zm. 21 stycznia 2018 w Kōfu) – japoński piłkarz, reprezentant kraju.

## Kariera klubowa
Od 1960 do 1968 roku występował w klubie Furukawa Electric.

## Kariera reprezentacyjna
Karierę reprezentacyjną rozpoczął w 1960, a zakończył w 1964 roku. W sumie w reprezentacji wystąpił w 19 spotkaniach. Został powołany do kadry na Igrzyska Olimpijskie w 1964 roku.

## Statystyki
| Reprezentacja Japonii | Reprezentacja Japonii | Reprezentacja Japonii |
| Rok                   | Mecze                 | Gole                  |
| --------------------- | --------------------- | --------------------- |
| 1960                  | 1                     | 0                     |
| 1961                  | 6                     | 0                     |
| 1962                  | 6                     | 0                     |
| 1963                  | 5                     | 0                     |
| 1964                  | 1                     | 0                     |
| Razem                 | 19                    | 0                     |